# Selección femenina de béisbol de China Taipéi
La selección femenina de béisbol de China Taipéi es el equipo oficial femenino que representa a China Taipéi en eventos internacionales de béisbol. La selección está integrada por jugadoras taiwanesas.

## Participaciones

### Copa Femenina Asiática de Béisbol
| Año  | Sede      |   | Posición | PG | PP |  | No. de equipos |
| 2017 | Hong Kong | ° | 4        | 1  | 6  |  |                |
| 2019 | China     | ° | 5        | 2  | 6  |  |                |

### Copa Mundial Femenina de Béisbol
| Año  | Sede           |                | Posición       | PG             | PP             |                | No. de equipos |
| 2004 | Canadá         | 5°             | 0              | 4              | 5              |                |                |
| 2006 | Taiwán         | 5°             | 3              | 3              | 7              |                |                |
| 2008 | Japón          | 5°             | 3              | 2              | 8              |                |                |
| 2010 | Venezuela      | 7°             | 4              | 3              | 10             |                |                |
| 2012 | Canadá         | 6°             | 3              | 4              | 8              |                |                |
| 2014 | Japón          | 5°             | 4              | 2              | 8              |                |                |
| 2016 | Corea del Sur  | 4°             | 4              | 5              | 12             |                |                |
| 2018 | Estados Unidos | °              | 8              | 3              | 12             |                |                |
| 2020 | México         | Por determinar | Por determinar | Por determinar | Por determinar | Por determinar |                |

## Uniformes
| Colores del equipo |                                         |                    |
| Colores del equipo | Emblema del equipo · Colores del equipo | Colores del equipo |
| Colores del equipo |                                         |                    |
| Colores del equipo |                                         |                    |
|                    |                                         |                    |
| Visitante          |                                         |                    |

| Colores del equipo |                                         |                    |
| Colores del equipo | Emblema del equipo · Colores del equipo | Colores del equipo |
| Colores del equipo |                                         |                    |
| Colores del equipo |                                         |                    |
|                    |                                         |                    |
| Local              |                                         |                    |

| Colores del equipo |                                         |                    |
| Colores del equipo | Emblema del equipo · Colores del equipo | Colores del equipo |
| Colores del equipo |                                         |                    |
| Colores del equipo |                                         |                    |
|                    |                                         |                    |
| Visitante          |                                         |                    |

| Colores del equipo |                                         |                    |
| Colores del equipo | Emblema del equipo · Colores del equipo | Colores del equipo |
| Colores del equipo |                                         |                    |
| Colores del equipo |                                         |                    |
|                    |                                         |                    |
| Local              |                                         |                    |